# Ronnie Cocks
Ronald Cocks (Gżira, 1 de agosto de 1943 – 16 de mayo de 2017) fue un futbolista maltés. Fue capitán de la selección de Malta en 13 ocasiones, incluido el partido disputado contra Inglaterra en Wembley en 1971.
Cocks jugó prácticamente toda su carrera en el Gżira United y en el Sliema Wanderers, menos una temporada que jugó en los Estados Unidos en los Pittsburgh Phantoms en 1967. Cocks fue elegido el Jugador maltés del año en la temporada 1965/66.

## Clubes
| Club                | País           | Año       | Partidos | Goles |
| ------------------- | -------------- | --------- | -------- | ----- |
| Gżira United FC     | Malta          | 1956–1961 |          |       |
| Sliema Wanderers    | Malta          | 1962–1966 |          |       |
| Pittsburgh Phantoms | Estados Unidos | 1967      | 17       | 10    |
| Sliema Wanderers    | Malta          | 1968–1974 |          |       |
| Ħamrun Spartans     | Malta          | 1975–1978 |          |       |